# Mamiko Ikeda
Mamiko Ikeda (池田 眞美子?, Ikeda Mamiko; ...) è una sceneggiatrice giapponese, di anime.
Ha lavorato in serie come Emma, UFO Baby e numerose altre.

## Opere
- Kyouran Kazoku Nikki
- Di Gi Charat Nyo!
- Grrl Power
- Himawari!
- I'm Gonna Be An Angel!
- Kagihime Monogatari Eikyuu Alice Rondo
- Kenkō Zenrakei Suieibu Umishō
- Nagasarete Airantō
- Keroro
- Suki na mono wa suki dakara shōganai!
- Emma
- UFO Baby
- Doraemon
- Fruits Basket
- Genshiken
- Gravitation
- Harimogu Harry
- Kasumin
- Legendz: Tale of the Dragon Kings
- Mama Loves the Poyopoyo-Saurus
- Midori Days
- Un oceano di avventure
- Ojarumaru
- Princess Tutu
- Seven of Seven
- Tsukikage Ran